# República Ezo
La República Ezo — 蝦夷共和国Ezo Kyōwakoku (japonès)— va ser un estat independent republicà de curta durada (1868 a 1869) format pel clan Tokugawa a Hokkaido, l'illa japonesa situada més al nord però també la menys densament poblada del Japó.

## Antecedents
Després de la desfeta de l'exèrcit del Shogunat Tokugawa en la guerra Boshin (1868-1869) de la Restauració Meiji una part de l'antiga armada del Shogun dirigida per Enomoto Takeaki va marxar a l'illa d'Ezo (actualment anomenada Hokkaido) junt amb uns milers de soldats i un grup d'assistents militars francesos. Enomoto va fer el darrer esforç per demanar al Tribunal Imperial del Japó que els permetés desenvolupar a Hokkaido les tradicions dels samurais però això els va ser denegat.

## Establiment de la república

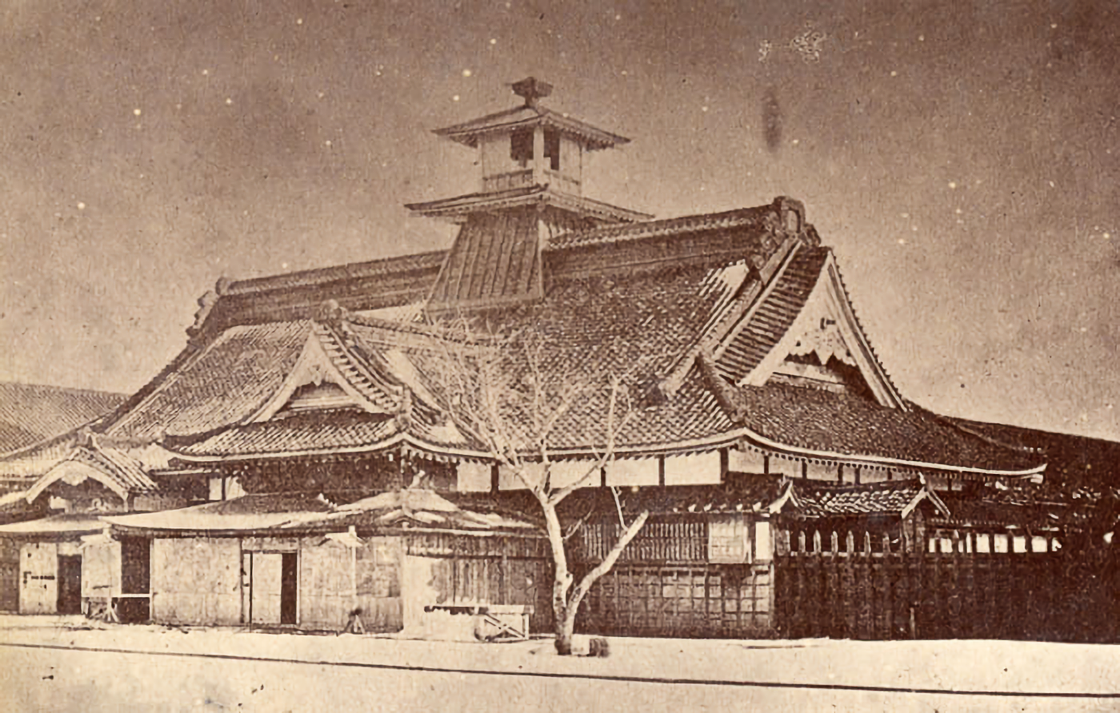
Sala de govern de la República d'Ezo a Goryōkaku

El 15 de desembre de 1868, es va proclamar la república independent d'Ezo basant-se en l'organització del govern dels Estats Units amb Enomoto com a primer president aquesta va ser la primera elecció que hi va haver al Japó que aleshores tenia una estructura feudal.
Aquesta república tenia una bandera pròpia, un crisantem (símbol del govern imperial) i una estrella vermella de set puntes (símbol del nou estat) el fons de la bandera era de color blau (atzur). El nou estat disposava també d'un tresor que incloïa 180.000 monedes d'or.
Durant l'hivern de 1868/69 hi va haver combats contra el govern japonès Meiji. Les tàctiques militars dels assistents militars francesos hi jugaren un gran paper.

## Desfeta per les forces imperials
Les tropes imperials japoneses traslladaren l'abril de 1869 una força naval i d'infanteria de 7.000 homes a Hokkaido on guanyaren la batalla de Hakodate i prengueren la fortalesa de Goryōkaku. Enomoto es rendí el 17 de maig de 1869. La República d'Ezo deixà d'existir el 17 de juny de 1869 i el 15 d'agost del mateix any l'illa d'Ezo va passar a dir-se illa Hokkaido (Districte del mar del nord). Enomoto va ser empresonat però va rebre la llibertat el 1872 i va exercir d'ambaixador del Japó a Rússia i ocupà diversos llocs en el govern Meiji.

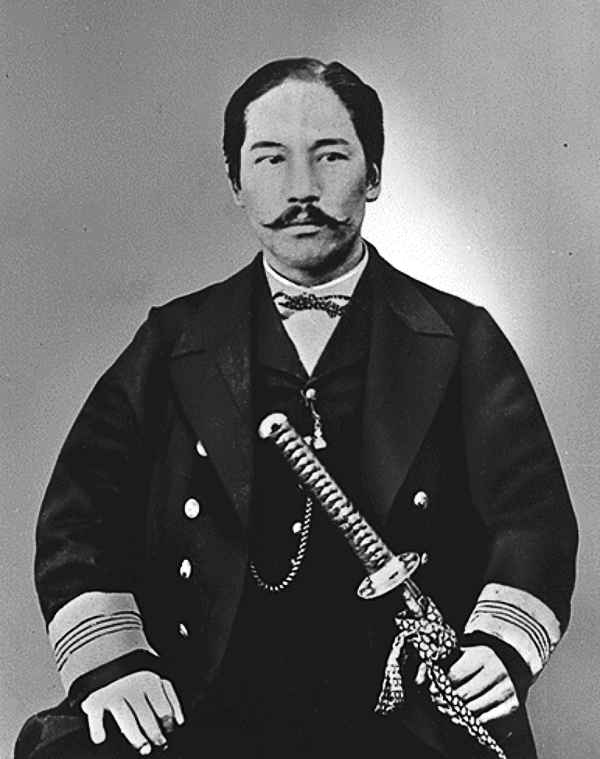
Enomoto Takeaki, president.
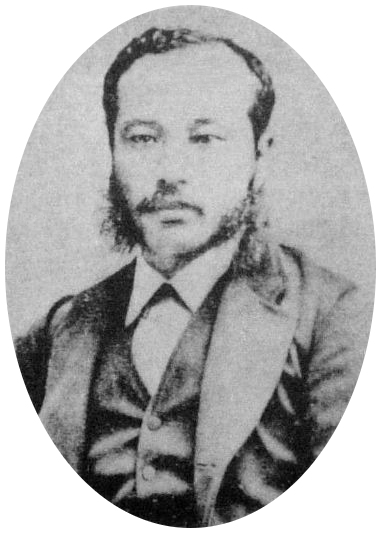
Otori Keisuke, Comandant en cap.
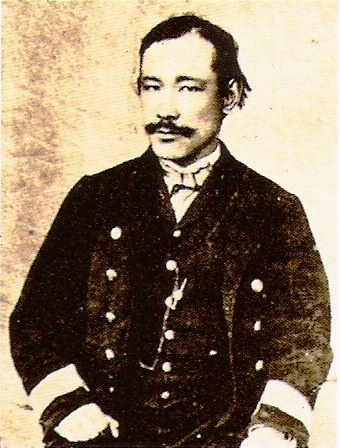
Arai Ikunosuke, Comandant de l'Armada.
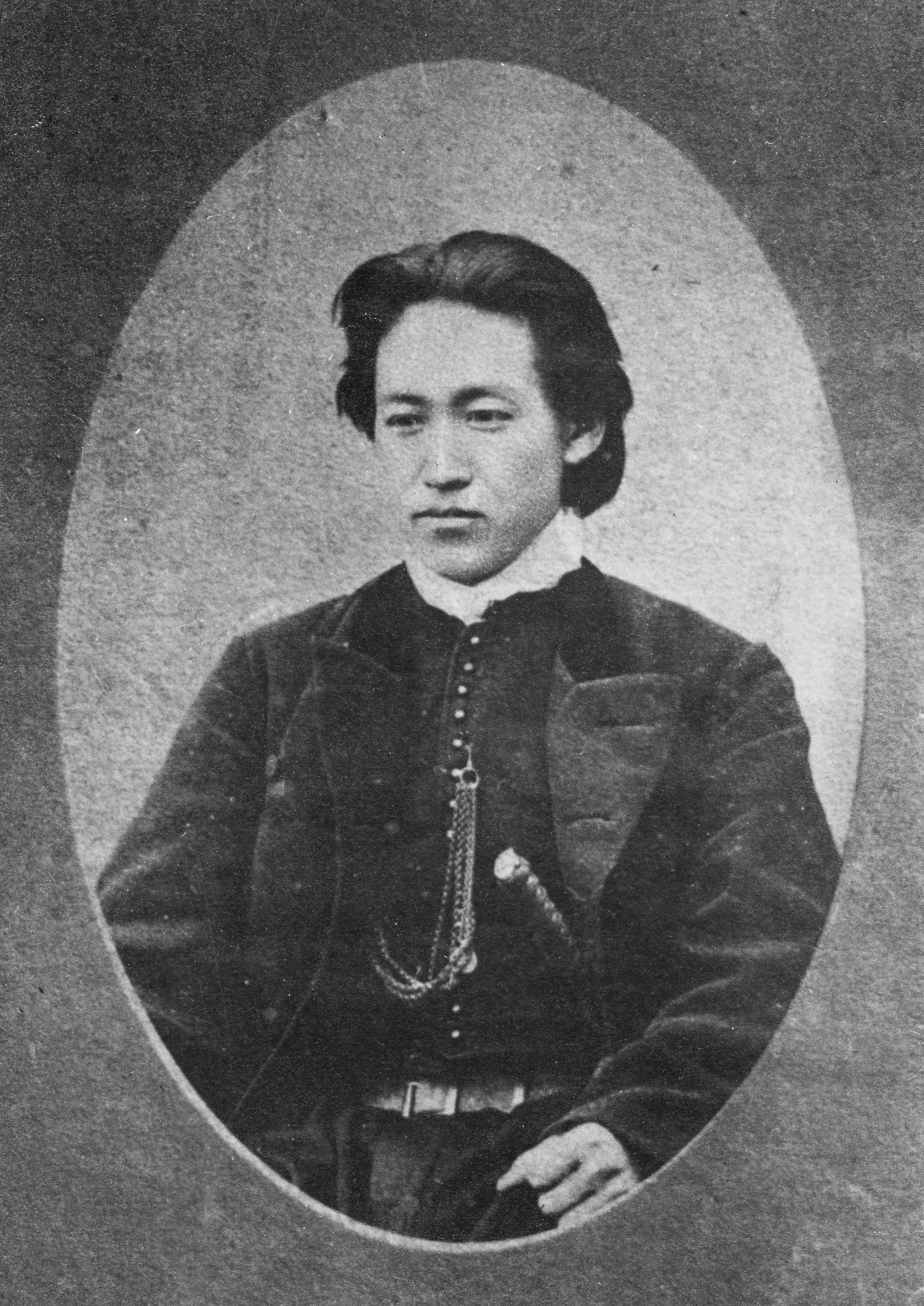
Hijikata Toshizo, Comandant del Shinsengumi.